# 理姓
理姓，源自理氏。理氏是中国的古老姓氏之一，出自黄帝的孙子颛顼帝的后裔皋陶，属于以官职名为氏。秦汉后姓氏合流，理氏逐渐成为理姓。
尧时，皋陶被授予大理的职务（掌管刑狱的官），其子孙历三代世袭大理的职务。其子孙按照当时的习惯，以官职名为氏，称理氏。理氏追皋陶为姓氏始祖。
理氏与嬴姓同宗。理氏始祖皋陶有两子，长子为伯翳，次子为仲甄。伯翳因辅佐舜有功，被赐姓赢，是为赢姓始祖。（由氏改姓，通常意味着社会地位的提高。）而仲甄一脉续传理氏。
理氏改为李氏的说法：
- 商朝末年，纣王暴虐无道，诸侯和百姓都很怨恨。皋陶的后裔有个叫理徵的人在朝为官，出于一片忠心，直谏纣王，劝他改正错误，结果因此惹恼了纣王而被处死。理徵的妻子契和氏听到消息后，便带着年幼的儿子利贞外出逃难。契和氏本想逃回娘家陈国（今河南淮阳），又怕连累娘家人，于是便往豫西方向逃。当走到今河南西部伊河流域的伊侯之墟时，母子二人饥饿难忍，疲惫不堪。这一带荒无人烟，食物难寻，但契和氏发现附近的树上结有一些“木子”，于是便采下来吃。母子二人因此靠吃野果保全了性命。他们之后在离淮阳不太远的苦县（今河南鹿邑东部）安家落户。为了感激“木子”的保命之功，同时也为了躲避纣王的追缉，加上理、李同音通用的缘故，自利贞开始改理氏为李氏。

## 延伸阅读
[在维基数据编辑]
 《欽定古今圖書集成·明倫彙編·氏族典·理姓部》，出自陈梦雷《古今圖書集成》